# Marcel Colin-Reval
Marcel Colin-Reval (* 11. Oktober 1905 in Mülhausen; † 2004) war ein französischer Filmfachjournalist, Chefredakteur sowie Leiter mehrerer Kinos.

## Leben
Marcel Colin-Reval war der Sohn von Julie Klingelsmitt und Hippolyte Colin-Reval.
Von 1925 bis 1940 war er Chefredakteur der Cinématographie Française.
Von Juli 1945 bis 1948 leitete er als Delegierter des Centre national du cinéma et de l’image animée die Abteilung „Kino“ der Direction de l'information der Militärverwaltung im Brenners Park-Hotel & Spa (Hotel Stefanie) in Baden-Baden in der französischen Besatzungszone.
Im Herbst 1945 verlegte er das Mitteilungsblatt für die Theaterbesitzer der französischen Zone: aus diesem entwickelte sich in der Neuen Verlag-Gesellschaft die Filmwoche.
Die Neue Verlag-Gesellschaft wurde ab 1948 von Marie-Pierre Kœnig geleitet: dieser hatte am 7. Oktober 1947 Karl Opitz als Treuhänder für das UFA-Film-Vermögen in der französischen Zone eingesetzt und die Auszeichnung Bambi gestiftet.
1953 übernahm der Verleger Karl Fritz, der 1938 als Verlagsdirektor in Karlsruhe mit Franz Burda die Papiergroßhandlung und Papierwarenwerk, Akademiestraße Gebrüder Bauer oHG (Mannheim) arisiert hatte, die Neue Verlagsgesellschaft samt Bambi.